# المطاردة الأخيرة (فلم)
المطاردة الأخيرة  فيلم دراما وإثارة مصري  للمخرج ناجي أنجلو  عام 1986 وكتب القصة والسيناريو والحوار عاطف رزق. الفيلم من بطولة عزت العلايلي، ليلى علوي، حسين الشربيني، مريم فخر الدين وعلي الشريف. تدور الأحداث حول الشابة أميرة التي واجهت مؤامرات زوج والدتها المتوفية لسلبها ثروتها ومساعدة أحمد شقيق صديقتها على استرداد حقوقها.
صدر الفيلم إلى دور العرض المصرية في 15 أغسطس 1986.
منح موقع قاعدة بيانات الأفلام على الإنترنت (IMDB) الفيلم درجة 3.6/ 10.
منح موقع قاعدة بيانات الأفلام العربية «السينما.كوم» الفيلم درجة 5.2/ 10.

## طاقم التمثيل
عزت العلايلي: في دور أحمد
ليلى علوي: في دور أميرة وجيه الرزاز
حسين الشربيني: في دور صفوت ياسين
علي الشريف: في دور المعلم دحروج
مريم فخر الدين: في دور أم أحمد
صبري عبد المنعم: في دور شاهين عبد ربه (زميل أحمد في الفندق)
عفاف رشاد: في دور ناهد (شقيقة أحمد)
ضياء الميرغني: في دور الرائد عادل شكري
علي قاعود: في دور فلفل (من أعوان شاهين عبد ربه)
أحمد راضي: في دور محسن عبد الحميد (المحامي)
حسان اليماني: في دور جابر المرجوشي (السفرجي)
بثينة عبد النبي: في دور نور (المربية)
رباب: في دور داليا
عاطف رزق: في دور النص (مساعد المعلم دحروج)
هند حسني: في دور الطفلة مروة (ابنة أحمد)
محمد الصاوي: في دور مليم (من أعوان شاهين عبد ربه)
بالاشتراك مع: عثمان عبد المنعم - إيناس شلبى - حمدي مرسي - بثينة سالم - علية حامد.

## أحداث الفيلم
تزوجت ملك هانم من وكيل أعمالها صفوت ياسين (حسين الشربيني) بعد وفاة زوجها وجية الرزاز. عمل ياسين على إبعاد أميرة (ليلى علوي)، ابنة ملك هانم،  للخارج ليتسنى له السيطرة على الأم وتبديد الثروة الكبيرة التي تركها وجيه الرزاز لإبنته أميرة. عادت أميرة بعد وفاة والدتها ليستقبلها زوج الام صفوت وتعيش معه في فيلتها الكبيرة ومعهم المربية نور (بثينه عبد النبي سالم) والطباخ جابر (حسان اليماني). حاول صفوت أن يطوى أميرة تحت جناحه بعد أن بدد معظم ثروتها على ملذاته الخاصة، وخاف من المسائلة، وراح يغرق أميرة في الهدايا وحاول التحرش بها، ولكنها تمكنت من الفرار، ولجأت إلى منزل ناهد (عفاف رشاد) التي تعيش مع والدتها (مريم فخرالدين) وأخيها الأرمل أحمد (عزت العلايلي) وإبنته الصغيرة مروة (هند حسني). كان أحمد يعمل في أحد الفنادق نهارا ويعمل في أحد المصانع في الفترة المسائية، وقد قام بإلحاق شقيقته ناهد بالعمل معه بالفندق. عندما طلبت أميرة من أحمد أن يساعدها في إسترداد مالها المنهوب، ذهب إلى صفوت للتفاهم معه بالحسنى فطرده. قام أحمد بتعيين أميرة معه في الفندق واستعان بالمحامي محسن عبد الحميد (أحمد راضي) لاستعادة ميراث أميرة بالقانون. قامت داليا (رباب) صديقة صفوت برسم خطة للسيطرة على أميرة، وذلك بأن زورت بطاقة باسم أميرة وجيه الرزاز وتزوجت من صفوت ياسين بينما لايجوز شرعا أو قانونا الجمع بين الزواج من الام وابنتها. لجأ صفوت إلى الشرطة لإستعادة زوجته أميرة بالقوة بموجب وثيقة الزواج. شرع أحمد في القيام بمهمة عمل وحمل مبلغ 100 ألف جنيها لبورسعيد، ولكن زميله بالفندق شاهين عبد ربه (صبري عبد المنعم) فأرسل في أثره أعوانه: فلفل (على قاعود) ومليم (محمد الصاوي)، فقاموا بتخديره والاستيلاء على حقيبة النقود وتسليمها لشاهين. اتهم أحمد بتبديد المال وسجن. وفى نفس الوقت قام أعوان صفوت بخطف ابنته مروة لإجباره على عدم مساعدة أميرة، وتم حبسها مع أميرة في فيللا. تعرف أحمد بالحجز على المعلم دحروج (على الشريف) الذي ساعده أثناء المحاكمة على الهرب بمساعدة صبيه النص (عاطف رزق) الذي أمده بملابس جنود الحراسة وتمكن من خداع حارسه والهرب من المحكمة. التقى أحمد مع المعلم دحروج الذي ساعده على التعرف على لصوص الطريق حيث تعرف على مليم الذي قادهم إلى زميله فلفل، وبالضغط عليهم اعترفوا على شاهين، وقاموا بمداهمة منزله حيث عثروا على حقيبة النقود، فقاموا بإحكام وثاقهم، وإبلاغ الرائد عادل شكري (ضياء الميرغني) الذي قبض عليهم ومعهم الحقيبة المسروقة. علم أحمد باختطاف إبنته، فذهب إلى منزل صفوت ومعه دحروج، بينما قام النص بإبلاغ الشرطة وتم مهاجمة الفيلا وتخليص أميرة ومروة والقبض على صفوت ورباب، والقبض على أحمد لهروبه اثناء المحاكمة.

## روابط خارجية
- مقالات تستعمل روابط فنية بلا صلة مع ويكي بيانات
- المطاردة الأخيرة على موقع الدهليز
- المطاردة الأخيرة على موقع كاروهات

https://www.csfd.sk/film/742011-el-motarda-al-akhira/hraju/ المطاردة الأخيرة (فيلم)
https://flyx.me/movie/5d3410ab873b0f3fb2ef1515/el-motarda-al-akhira المطاردة الأخيرة (فيلم)